# اری سوزوکی
اری سوزوکی (انگلیسی: Eri Suzuki; ۲۲ ژوئن ۱۹۹۲ – ) صداپیشه اهل ژاپن بود. وی از سال ۲۰۱۳ میلادی تاکنون مشغول فعالیت بوده‌است.